# トーマス・シッパーズ

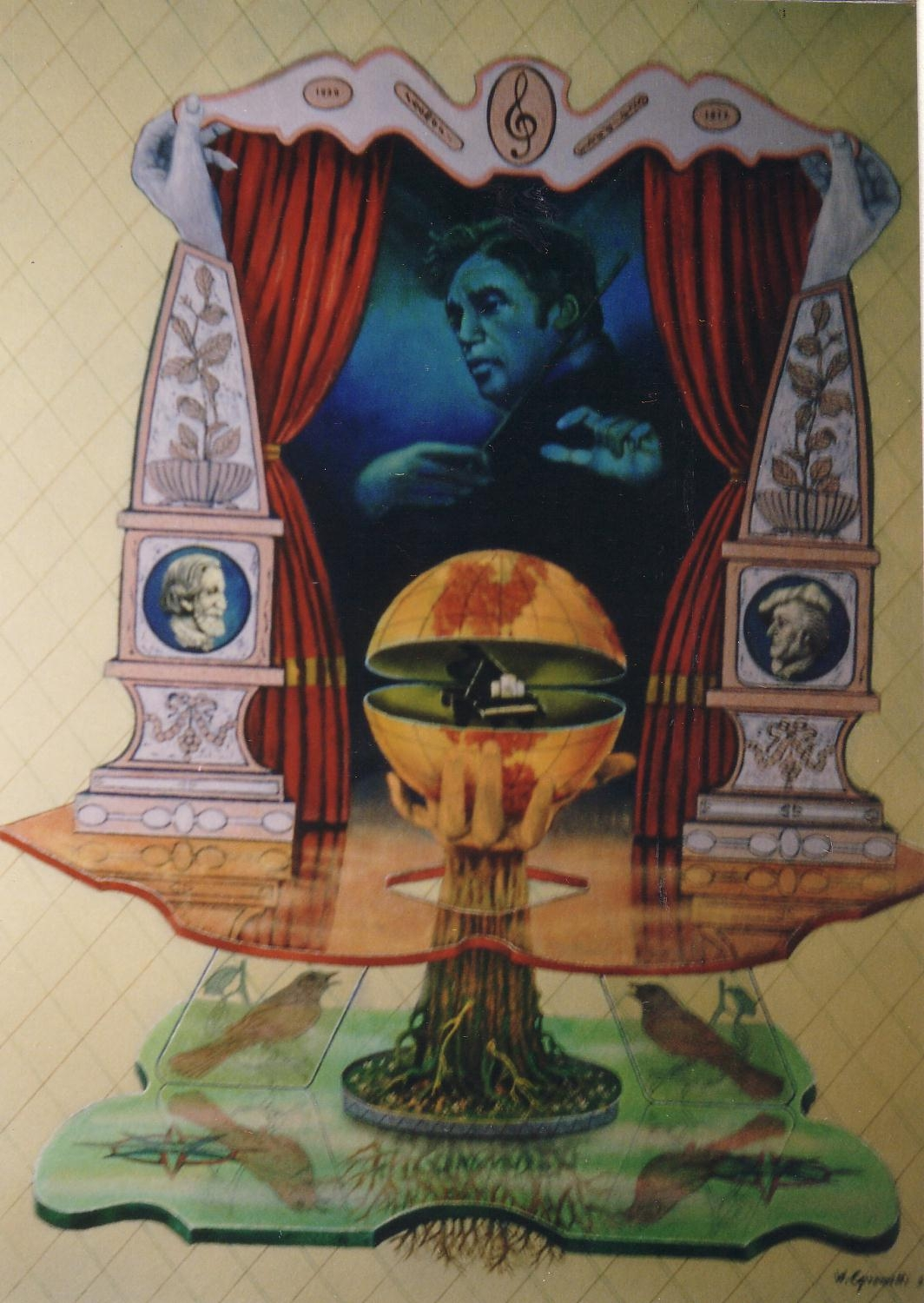
トーマス・シッパーズ

トーマス・シッパーズ（Thomas Schippers, 1930年3月9日 - 1977年12月16日）は、アメリカ合衆国の指揮者。

## 経歴
1930年、ミシガン州生まれ。4歳でピアノを始める。カーティス音楽院とジュリアード音楽学校で学んだ。21歳でニューヨーク・シティ・オペラを指揮してデビューし、23歳でメトロポリタン歌劇場を指揮する。ジャン・カルロ・メノッティやサミュエル・バーバーの作品の初演者としても名を残している。欧米の主要な歌劇場を指揮し、とりわけメトロポリタン歌劇場やスカラ座での活躍で知られる。メノッティとは、イタリアのスポレト音楽祭を共同で設立した。
ニューヨーク・フィルハーモニー管弦楽団やシカゴ交響楽団と定期演奏会を行い、しばしばそれぞれと共演して録音も行なった。1970年には、マックス・ルドルフの後を継いでシンシナティ交響楽団の常任指揮者の地位を得た。同楽団とは数回の録音を経て国際的な名声を築き上げたが、1977年に肺癌のために47歳で急死した。

## 録音・評価
かつては、アメリカの最も重要な100人の1人に選ばれた。存命中に多くのオペラや管弦楽曲を録音したが、生演奏のライブ録音は、徐々にCDで入手できるようになりつつある。